# Ruth Herz
Ruth Gabriela Herz (* 27. Oktober 1943 in Haifa, Palästina als Ruth Gabriela Pick; † 2. Februar 2023 in Köln) war eine deutsche Richterin, Fachautorin und Laiendarstellerin. Bekannt wurde sie insbesondere durch ihre Mitwirkung an der RTL-Gerichtssendung Das Jugendgericht (2001–2005).

## Leben
Ruth Herz war die Tochter des jüdischen Rechtsanwalts Rudolf Pick aus Breslau, der im Alter von 28 Jahren 1933 infolge der Machtergreifung der Nationalsozialisten nach Palästina geflohen war. Dort heiratete er seine Hebräischlehrerin, Tochter eines 1910 aus Russland eingewanderten Zionisten. 1950 zog das Ehepaar mit seiner Tochter Ruth und deren Bruder nach Nordrhein-Westfalen, wo die britische Besatzungsarmee ihrem Vater eine Stelle offeriert hatte.
Herz wurde in eine vom British Families Education Service (BFES) unterhaltene Britische Armeeschule in Ratingen eingeschult. Ab 1955 lebte sie in einem Internat mit internationaler Schule, der International School de Ulenpas in den Niederlanden. Dort schloss sie 1960 mit dem einem Abitur vergleichbaren Cambridge International General Certificate of Education – Advanced Level ab. Von 1960 bis 1963 studierte sie sechs Semester an der Universität Genf angegliederten Dolmetscherschule und schloss mit der Diplomprüfung als akademische Übersetzerin (Englisch und Französisch) ab. Anschließend studierte sie Rechtswissenschaften an den Universitäten Genf, München und Köln. Nach dem Hochschulabschluss und den Staatsexamina (Erstes Staatsexamen 1967) wurde sie mit dem Prädikat cum laude promoviert.
Herz wurde 1974 Richterin am Amtsgericht, 1976 Vorsitzende des Jugendschöffengerichts und war Publizistin von Fachbüchern. 1998 wurde sie mit dem Bundesverdienstkreuz am Bande ausgezeichnet für ihre Verdienste bei der Etablierung des Täter-Opfer-Ausgleichs, bei dem sich jugendliche Verurteilte, die bei einer Straftat andere Menschen geschädigt haben, mit dem Opfer unter Betreuung zusammensetzen, um das begangene Unrecht gemeinsam aufzuarbeiten. Im selben Jahr wurde sie bestellte Expertin für Strafrecht beim Europarat.
Von September 2001 bis September 2005 spielte Herz sich selbst in der Hauptrolle als Richterin in der RTL-Gerichtsshow Das Jugendgericht. Anschließend ging sie für ein Forschungsprojekt über Medien und Justiz an die Universität Oxford.
Herz heiratete 1966 den damaligen Diplom-Volkswirt und späteren Professor für Soziologie an der Universität Siegen Thomas Aage Herz und bekam mit ihm in den folgenden drei Jahren eine Tochter, Daniela, sowie einen Sohn, den Architekten Manuel Herz. Ihre Tochter Daniela starb mit 52 Jahren an Multipler Sklerose. Nach dem Tod ihres Mannes 1995 heiratete Herz in den 2000er-Jahren Gabriel Gorodetsky, einen israelischen Historiker.
Ruth Herz starb am 2. Februar 2023 im Alter von 79 Jahren in Köln an einem Leberleiden.

## Publikationen
- Recht persönlich: Eine Jugendrichterin erzählt, C. H. Beck, München 2006, ISBN 3-406-55128-9.
- The Art of Justice: The Judge’s Perspective, Hart Publishing, Oxford 2012, ISBN 978-1-84946-127-6.
- Strafen und Strafzumessung in Israel und in der Bundesrepublik Deutschland, Köln 1972 (Dissertation).